# Hans Schneider (Antiquar)
Hans Schneider (* 23. Februar 1921 in Eichstätt; † 9. April 2017 in Tutzing) war ein deutscher Antiquar und Musikverleger.

## Leben
Hans Schneider studierte Klavier in München und Innsbruck sowie als Privatschüler von Elly Ney. 1949 gründete er in Tutzing das seither bestehende Musikantiquariat, seit 1958 war er auch als Musikschriftsteller und Musikverleger aktiv und wirkte in dieser Funktion zuweilen als Mäzen.
In seinem Verlag sind über 1200 Publikationen erschienen, darunter wichtige Studien zum Musikverlagswesen und Faksimiles und Reprints wesentlicher Quellen zur Verlags- und Musikgeschichte. Der Verlag wurde allerdings 2015 aufgelöst, da durch die zunehmend geringere Förderung des Faches Musikwissenschaft an den deutschen Universitäten die Nachfrage nach wissenschaftlichen Publikationen auf hohem Niveau gesunken war.
Die wissenschaftlichen Reihen Eisenstädter Haydn-Berichte, Mozart Studien, Richard Strauss Jahrbuch, Strauss-Elementar-Verzeichnis, Strauss-Allianz-Verzeichnis, Schriftenreihe zur Musik der Wienbibliothek, Publikationen des Instituts für Österreichische Musikdokumentation, Studien zur Musikwissenschaft - Beihefte der Denkmäler der Tonkunst in Österreich, sowie das Wiener Forum für ältere Musikgeschichte und Wiener Veröffentlichungen zur Musikwissenschaft (des Instituts für Musikwissenschaft der Universität Wien) des Verlags werden seither bei  Hollitzer in Wien weitergeführt.

## Ehrungen
Schneider war Ehrendoktor der Universitäten Eichstätt und Mainz, zu seinem 60., 65. und 70. Geburtstag erschienen Festschriften. 1980 wurde er mit dem Verdienstkreuz am Bande der Bundesrepublik Deutschland und dem Bayerischen Verdienstorden ausgezeichnet.

## Schriften (Auswahl)
- Der Musikverleger Heinrich Philipp Bossler 1744–1812. Mit bibliographischen Übersichten und einem Anhang Mariane Kirchgessner und Bossler. Tutzing 1985
- Der Musikverleger Johann Michael Götz (1740–1810) und seine kurfürstlich privilegirte Notenfabrique. Tutzing 1989 (2 Bde.)

1. Verlagsgeschichte und Bibliographie. ISBN 3-7952-0599-9.
2. Drei Sortimentskataloge aus den Jahren 1780, 1784 und 1802. ISBN 3-7952-0600-6.

- Makarius Falter (1762–1843) und sein Münchner Musikverlag (1796–1888). Tutzing 1993

1. Der Verlag im Besitz der Familie. 1796–1827. ISBN 3-7952-0700-2 (mehr nicht erschienen)